# Königin-Luisen-Schule (Wanne)

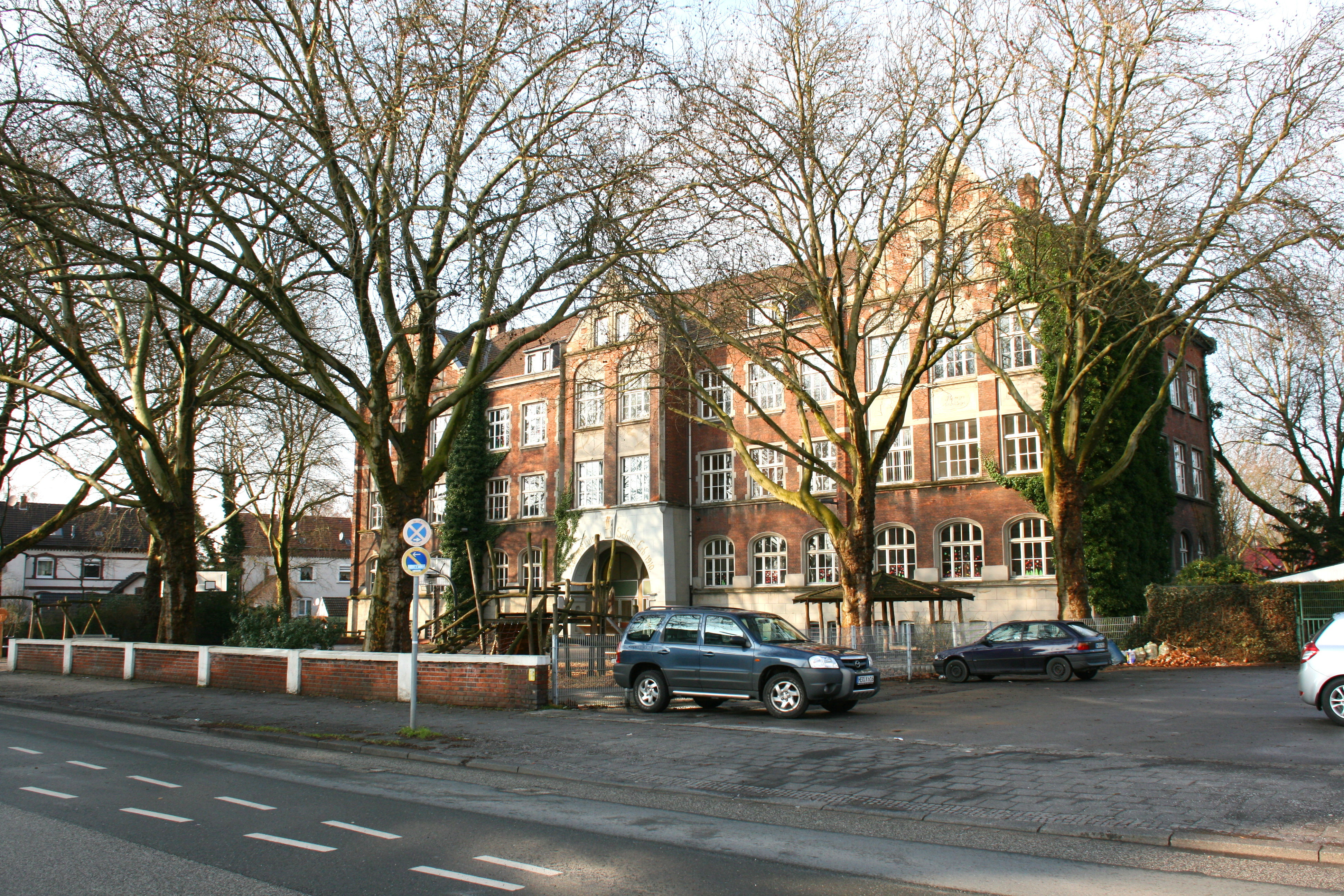
Südostansicht (2011)

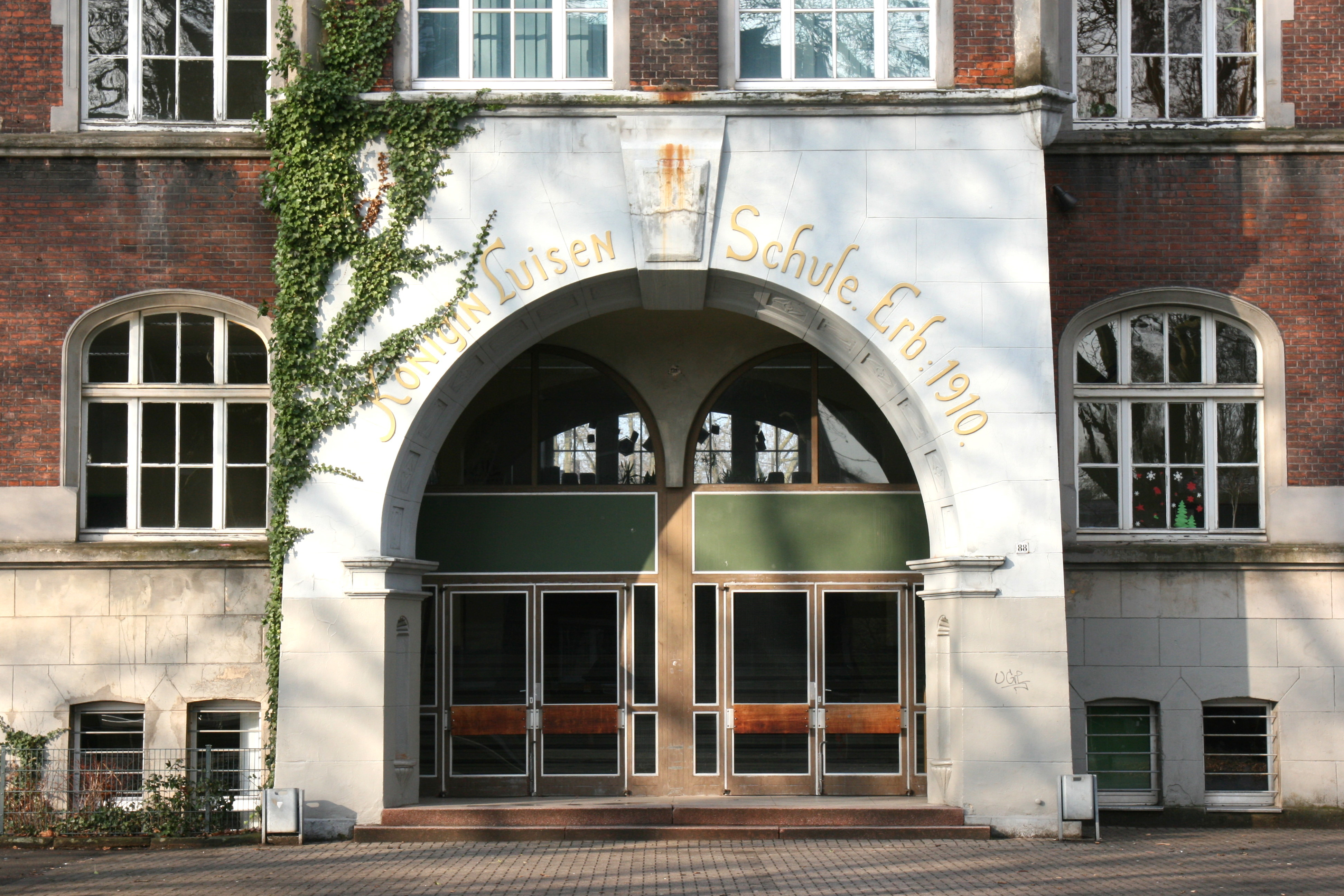
Portal (2011)

Die Königin-Luisen-Schule in Bickern, dem westlichen Bereich des Ortsteiles Wanne der Stadt Herne, ist ein unter Denkmalschutz stehendes Schulgebäude.

## Geschichte
Das Schulgebäude wurde 1908/09 im Auftrag des Amtes Wanne nach einem Entwurf des Amtsbaumeisters Paul Spanier errichtet. Die als Volksschule des nach Zahl der Einwohner rasch wachsenden Amtes Wanne erbaute Anstalt wurde bei ihrer Eröffnung 1910, zur hundertsten Wiederkehr deren Todes, nach der preußischen Königin Luise benannt.
1925 wurden an der Lehranstalt 735 Schüler in 17 Klassen unterrichtet. Sie war damit unter den Volksschulen des Amtes die mit Abstand größte. Während des Zweiten Weltkriegs fand vorübergehend die Frauenklinik des St. Josefs-Krankenhauses im Schulgebäude Aufnahme, bis ab 1945 wieder Schüler unterrichtet werden konnten. Schließlich erfolgte im Jahr 1968 die Umwandlung der bis dahin acht Jahrgangsstufen umfassenden evangelischen Königin-Luisen-Schule in eine Gemeinschaftshauptschule.
Obwohl im Jahr 2010 noch das hundertjährige Jubiläum begangen werden konnte, stand bereits ihre Schließung mit Beendigung des Schuljahres 2012/13 fest. Diese bildete den Schlusspunkt eines länger andauernden Rückganges der Schülerzahl. Während des letzten Schuljahres bestanden nur noch fünf Schulklassen. Mit der Schließung wurde die Frage einer Nachnutzung evident. Hierbei wurde für die unteren Etagen die Nutzung als Kindertagesstätte in Ersatz der Einrichtung in der Michaelstraße in Erwägung gezogen. Für die oberste Etage wäre ein Mieter erst noch zu suchen gewesen. Die berechneten Kosten der Sanierung von 5,1 Millionen Euro, davon 3,1 Millionen für die Kindertagesstätte, erwiesen sich zunächst als nicht finanzierbar, woraufhin im Herbst 2013 ein Abbruch des leerstehenden Schulgebäudes zur Diskussion gestellt wurde. Nach Protesten der Denkmalpflege und der lokalen Bevölkerung, insbesondere der Gesellschaft für Heimatkunde Wanne-Eickel, gegen die Abrisspläne und der Signalisierung des Landes Nordrhein-Westfalen, die Umbaumaßnahmen umfangreich finanziell zu fördern, konnte der Abbruch im Jahr 2014 verhindert werden. 4,2 Millionen der veranschlagten Gesamtkosten von 6,45 Millionen Euro sicherte das Land an Fördergeldern zu.
Im September 2015 begann schließlich der umfassende Umbau der Schule zur Kindertagesstätte sowie Schul- und Familienberatungsstelle mit insgesamt 3800 m² Nutzfläche. Letzten Endes bezifferten sich die Gesamtkosten der Sanierung auf 7,11 Millionen Euro. Aufgrund zuvor eingesparter Voruntersuchungen und damit verbundener Probleme während der Bauphase, verursachte der Umbau Zusatzkosten in Höhe von 1,1 Millionen Euro.

## Baubeschreibung
Das Schulgrundstück in der Wilhelmstraße umfasst rund 5030 m². Zur Linken schließen ehemalige Bergarbeiterhäuser der benachbarten Zeche Pluto an, zur Rechten eine Kleingartenanlage. Das Gebäude von annähernd 49 Metern in der Breite und 18 Metern Tiefe steht dabei mit seiner Schauseite rund 32 Meter hinter der Straßenflucht. Der dreieinhalbgeschossige ziegelsichtige Massivbau im Stil der Neurenaissance wird nach oben mit einem Walmdach abgeschlossen. Als denkmalwert wird seitens der Unteren Denkmalbehörde die Fassade mit dem an dieser verwandten Werkstein und den Stuckverzierungen und das Dach sowie im Innern die Flure und Gänge eingestuft. Der Baukörper von 14 zu 4 Achsen weist einen zweiachsigen Mittelrisalit auf, der auch das ursprüngliche Hauptportal mit dahinterliegender großzügiger Treppenanlage erschließt, sowie an den Stirnseiten dreiachsige Seiten- bzw. Eckrisalite; die Risalite sind übergiebelt. Die ursprünglich teils geschweiften Giebel sind nur noch in vereinfachter Form erhalten. Der in seinem Grundriss symmetrisch gegliederte Bau umfasste pro Etage sechs Klassenräume.
Seit der Sanierung 2015–2017 sorgen zwei Treppentürme an der Gebäuderückseite für die Barrierefreiheit, einen zusätzlichen Fluchtweg und den neuen Haupteingang. Der ehemalige Haupteingang an der Vorderseite ist geschlossen. Im Inneren hat sich die Schule durch den aufwendigen kindgerechten Umbau stark verändert. Die denkmalwerten Merkmale im Innenraum wurden jedoch erhalten und weitgehend mit der neuen Nutzung verbunden.
Die Eintragung des Schulgebäudes in die Denkmalliste der Stadt Herne erfolgte am 9. April 1990 (Denkmal Nr. A 100). Im Juli 2017 wurde es von der LWL-Denkmalpflege, Landschafts- und Baukultur in Westfalen als Denkmal des Monats in Westfalen-Lippe ausgewählt.